# خوئل دیسپاینه
خوئل دیسپاینه (به اسپانیایی: Joël Despaigne)؛ (زادهٔ ۲ ژوئیهٔ ۱۹۶۶) بازیکن والیبال بازنشستهٔ اهل کوبا است.
او به عنوان بهترین بازیکن والیبال جهان، در فصل ۱۹۹۰–۱۹۸۹ میلادی انتخاب شد.
دیسپاینه در حال حاضر در ایتالیا زندگی می‌کند و به عنوان مربی والیبال کار می‌کند.